# Aberranta enigmatica
Aberranta enigmatica är en ringmaskart som beskrevs av Hartman 1965. Aberranta enigmatica ingår i släktet Aberranta och familjen Aberrantidae. Inga underarter finns listade i Catalogue of Life.